# Paris, Texas
Paris, Texas es una película franco-alemana del año 1984, dirigida por Wim Wenders y rodada en inglés en Estados Unidos. Está protagonizada por Harry Dean Stanton, Nastassja Kinski y Dean Stockwell. El título de la película hace referencia a un solar baldío que queda en un pueblo llamado Paris, perteneciente al estado de Texas y relacionado con los recuerdos de uno de los personajes.
Según algunos críticos, la película es reconocida, entre otras cosas, por la forma como captura el espíritu de Texas mostrando de manera «majestuosa» los paisajes gracias al trabajo entre el director y el director de fotografía, Robby Müller, así como por la música de guitarra producida por Ry Cooder.
Se estrenó el 19 de mayo de 1984 en el Festival de Cannes, donde fue galardonada con la Palma de Oro, el Premio del Jurado Ecuménico y el Premio FIPRESCI de la crítica.Posteriormente, recibió otros galardones y una gran aclamación de la crítica, que elogió principalmente la dirección, la actuación, la fotografía, la resonancia emocional y la banda sonora.

## Argumento
Travis Henderson deambula por el desierto del oeste de Texas, desconcertado y sosteniendo una jarra de agua vacía. Entra en una tienda de conveniencia, abre un congelador y comienza a comer hielo antes de perder el conocimiento. Un médico examina a Travis y cree que está mudo. El doctor revisa la billetera de Travis y encuentra una tarjeta con un número de teléfono. Llama al número, que pertenece a Walt Henderson, el hermano de Travis.
Walt viaja desde Los Ángeles a Terlingua, Texas, para recoger a Travis, a quien había dado por muerto después de no saber nada de él durante cuatro años. La esposa de Walt, Anne, está preocupada porque ella y Walt habían adoptado al hijo de Travis, Hunter, ya que la madre biológica de Hunter, Jane, había estado fuera de su vida durante años. Walt encuentra a Travis vagando kilómetros por la carretera desde la clínica.
Los hermanos comienzan su viaje por carretera de regreso a Los Ángeles. Walt se frustra cada vez más con el mutismo de Travis y lo confronta por su desaparición y abandono de Hunter. Ante la mención de Hunter, Travis comienza a llorar pero sigue sin hablar. Al día siguiente, Travis finalmente comienza a hablar y muestra una foto de un terreno, explicando que compró una propiedad en París, Texas.
Los hermanos llegan a Los Ángeles, donde Walt y Anne son dueños de una casa en las Verdugo Hills con vista al Aeropuerto de Burbank. Allí, Travis se reencuentra con Hunter, quien tiene pocos recuerdos de su padre y al principio se muestra tímido con él. Walt le muestra a Hunter viejos videos caseros de ellos y Jane y, después de la insistencia de Travis, Hunter se siente cómodo con su padre. Anne le dice a Travis en confianza que Jane deposita pagos mensuales en una cuenta bancaria para Hunter y que el banco está en Houston. Anne le presta especial atención a Travis, a menudo buscando su atención en la casa. Inquieto, Travis se decide a encontrar a Jane y le dice a Hunter que debe irse la noche siguiente. Hunter le dice a Travis que quiere acompañarlo, aunque no tienen el permiso de Walt y Anne.
Travis y Hunter se embarcan en un viaje por carretera a Houston, donde los dos se unen y se vuelven más cercanos. Llegan al banco el día del depósito esperado y planean localizar el auto de Jane. Hunter ve a Jane haciendo un depósito en el autocine y siguen su auto hasta un club de espectáculos eróticos donde trabaja. Travis entra mientras Hunter espera en el auto. El espectáculo erótico está diseñado para que los clientes se sienten en un lado de un espejo unidireccional con un intercomunicador telefónico con el artista. Cuando Jane entra en la habitación, Travis se enoja y la regaña, luego se disculpa y se va.
Al día siguiente, Travis deja a Hunter en un hotel y va al lugar de trabajo de Jane. En la habitación de Jane, gira su silla para que no la mire. Por teléfono, le cuenta una historia vaga sobre un hombre y una mujer más joven que se conocieron, rápidamente se enamoraron, se casaron y tuvieron un hijo. Jane inicialmente está confundida, pero pronto se da cuenta de que es Travis. Él le dice que después de que nació el niño, la esposa se volvió irritable y enfurecida, y anhelaba escapar. Ella soñaba con correr desnuda por una carretera, pero justo cuando estaba a punto de irse finalmente, él aparecía y la detenía. El marido, ahora alcohólico, temiendo la marcha de su mujer, le ató un cencerro al pie para poder oírla si se marchaba durante la noche. Una noche, la mujer, que había metido calcetines en el cencerro para amortiguar el sonido, logró escabullirse, pero el marido la atrapó y la arrastró de vuelta a casa. La ató a una estufa con su cinturón y se fue a la cama. Cuando se despertó, la casa estaba en llamas y la mujer y el niño habían desaparecido.
Jane apaga la luz de su lado y finalmente ve a Travis. Expresa su dolor y arrepentimiento por perderse la infancia de Hunter. Travis le dice a Jane que Hunter está en Houston esperándola y le da el número de la habitación de Hunter. Jane y Hunter se reencuentran mientras Travis observa desde el aparcamiento. Travis se aleja en coche, llorando.

## Reparto
- Harry Dean Stanton como Travis Henderson
- Nastassja Kinski como Jane Henderson, esposa de Travis
- Dean Stockwell como Walt Henderson, hermano de Travis
- Aurore Clément como Anne Henderson, esposa de Walt
- Hunter Carson como Hunter Henderson, hijo de Travis
- Justin Hogg como Hunter cuando tenía 3 años
- Bernhard Wicki como el Doctor Ulmer, doctor que asiste a Travis en Texas
- Socorro Valdez como Carmelita, la empleada doméstica de la familia Henderson
- Tom Farrell como el profeta que alza la voz
- John Lurie como Slater, hombre dentro del bar Peepshow
- Sally Norvell como 'Nurse Bibs', una trabajadora de peepshow
- Mydolls como la banda que ensaya
- Edward Fayton como el amigo de Hunter

## Análisis cinematográfico

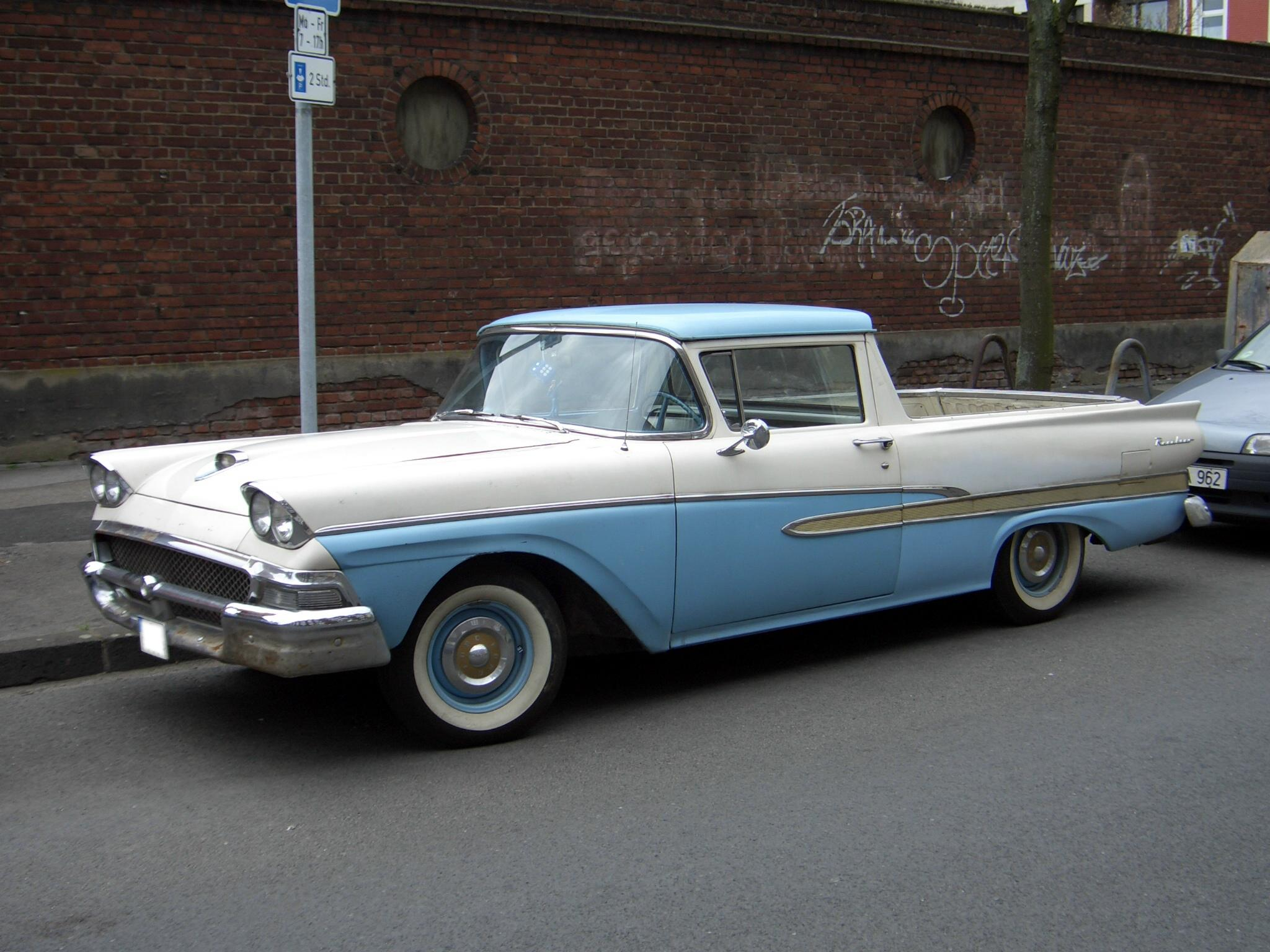
El Ford Ranchero 1958, es el vehículo utilizado por Travis en el filme.

Robert Phillip Kolker y Peter Beickene escribieron que la película presenta Estados Unidos como "una tierra de fantasía, un lugar de imágenes impactantes, una puesta en escena de desierto y ciudad". Además del paisaje, hay referencias a la cultura y el cine estadounidense, y similitudes con la película de John Ford de 1956, Centauros del desierto. El académico Roger Cook argumentó que existe una conexión entre el personaje de Travis y su entorno, observable en el viaje a California. El personaje pasa gradualmente de la "desolación" a la civilización, y Travis intenta continuamente escapar de esta difícil transición. Sus vehículos de elección posiblemente también reflejan su caracterización, ya que su coche de alquiler preferido tiene un bache, y cambia a un Ford Ranchero de 1958, claramente usado , para su regreso a Texas.
Thomas Elsaesser observó que muchos de los viajes en la filmografía de Wenders son en busca de una mujer. En el caso de París, Texas , esto tiene como objetivo "escapar de su 'ahora' para encontrarla como era 'entonces ' ". Kolker y Beickene comentaron sobre la falta de contacto, o incluso de "satisfacción emocional", entre Travis y Jane al final, más allá de sus rostros fusionándose en el cristal y sus conversaciones sobre sus emociones.
Marc Silberman examinó cómo la identidad personal también es un tema recurrente en la película, ya que el nombre "París" es engañoso, evocando imágenes de Francia pero haciendo referencia a Texas. Esto se evidencia en lo que Travis llama la "broma de papá" sobre que su madre es parisina, y su creencia de haber sido concebido allí le lleva a creer que yendo allí alcanzará la autorrealización. Elsaesser creía que el final significaba que Travis enviaba a Hunter en su lugar para reunirse con Jane. Elsaesser consideró que esto era un ejemplo de un sistema complejo en el que varios personajes se ven a través de la fantasía y se reconstruyen a su antojo. El padre de Travis había visto a su madre como parisina, y esto se convirtió en una "enfermedad".
Cook opinó que regresar al santuario de la carretera es la respuesta de Travis a haber sufrido la peor experiencia estadounidense moderna, al dejar a su hijo en manos de su madre. Stan Jones sugirió que la historia implica una "perspectiva europea", ya que Travis evoluciona de ser un observador a ser una fuerza impulsora, luego de vuelta a ser un observador, antes de finalmente retirarse. Wenders dijo que la escena final, donde Travis deja atrás a Jane y Hunter, marcó el comienzo del siguiente capítulo en su filmografía: "Esta escena para mí tuvo un efecto liberador... Lo dejé desaparecer a mi manera, y todos mis personajes masculinos anteriores se fueron con él. Todos se han instalado en una residencia de ancianos a las afueras de París, Texas".
Paris, Texas pertenece al género de películas roadmovie , mientras que el crítico del Guardian Guy Lodge sugirió que también podría considerarse un western. Stan Jones señaló que Mark Luprecht había clasificado Paris, Texas como una tragedia y había detectado temas edípicos en su representación de la familia.

## Premios y nominaciones
| Año  | Premio                                | Categoría                           | Resultado |
| ---- | ------------------------------------- | ----------------------------------- | --------- |
| 1984 | Festival de Cannes                    | Palma de Oro                        | Ganadora  |
| 1984 | Festival de Cannes                    | Premio del Jurado Ecuménico         | Ganadora  |
| 1984 | Festival de Cannes                    | Premio de la crítica (FIPRESCI)     | Ganadora  |
| 1985 | Globos de Oro                         | Mejor película en lengua no inglesa | Nominada  |
| 1985 | Premios BAFTA                         | Mejor película                      | Nominada  |
| 1985 | Premios BAFTA                         | Mejor director (Wim Wenders)        | Ganador   |
| 1985 | Premios BAFTA                         | Mejor guion adaptado (Sam Shepard)  | Nominada  |
| 1985 | Premios BAFTA                         | Mejor banda sonora (Ry Cooder)      | Nominada  |
| 1985 | Premios Bodil                         | Mejor película europea              | Ganadora  |
| 1985 | Premios del cine bávaro               | Mejor fotografía (Robby Müller)     | Ganadora  |
| 1985 | Premios César                         | Mejor película extranjera           | Nominada  |
| 1985 | Premios David de Donatello            | Premio René Clair                   | Ganadora  |
| 1985 | Fotogramas de Plata                   | Mejor película extranjera           | Ganadora  |
| 1985 | Sindicato francés de críticos de cine | Mejor película extranjera           | Ganadora  |